# Giraud Bastet de Crussol
Pour les autres membres de la famille, voir Maison de Crussol.
Giraud/Gérald/Girard/Géraud/Gérard Bastet de Crussol, mort à Valence, Province du Dauphiné, le 28 août 1472, est un prélat français du XVe siècle, archevêque de Tours puis évêque de Die et Valence et patriarche d'Antioche.

## Biographie
Giraud, dont la graphie du prénom varie selon les sources :Géraud, Gérard, Gérald ou Girard (Diocèse de Valence),, en latin  Gerardus de Crussolio (Gallia Christiana), est issu de la famille Bastet de Crussol. Il est le frère cadet de Louis Bastet de Crussol et troisième fils de Géraud IV Bastet, seigneur de Crussol, avec Alix de Lastic.
Giraud Bastet de Crussol est reçu, selon certains auteurs, en 1460, comme chanoine-comte, au sein du Chapitre de Saint-Jean de Lyon. Nommé maître des requêtes de Louis XI en 1461, il accompagne le chancelier des Ursins à Amiens en 1463 pour régler les différends avec le duc de Bourgogne concernant les villes de la Somme, en application du traité d'Arras. Il est sacré archevêque de Tours, à Orléans, le 9 juin 1466. Il est ensuite nommé évêque de Die et Valence le 13 mars 1468 et patriarche latin d'Antioche, postes qu'il occupe jusqu'à sa mort (1472). En tant qu'évêque de Valence, il administre l'abbaye chef-d'ordre de Saint-Ruf.
Il meurt le 28 août 1472,.

## Héraldique
Blason de la famille Bastet de Crussol jusqu'en 1486 : fascé d'or et de sinople.